# Цистин
Цистинът е окислена димерна форма на аминокиселината цистеин и има формулата (SCH2CH(NH2)CO2H)2. Това е бяло твърдо вещество, което е слабо разтворимо във вода. Той обслужва две биологични функции: място на окислително-възстановителни реакции и механична връзка, която позволява на протеините да запазят триизмерната си структура.
1. ↑  L-cystine //  PubChem.   Посетен на 3 октомври 2016 г. (на английски)